# Giro di Lombardia 1992
La Giro di Lombardia 1992, ottantaseiesima edizione della corsa e valida come undicesimo e penultimo evento della Coppa del mondo di ciclismo su strada 1992, fu disputata il 17 ottobre 1992, per un percorso totale di 241 km. Fu vinta dallo svizzero Tony Rominger, al traguardo con il tempo di 6h07'50" alla media di 39,311 km/h.
Partenza a Monza con 171 ciclisti di cui 65 portarono a termine il percorso.

## Ordine d'arrivo (Top 10)
| Pos. | Corridore          | Squadra       | Tempo    |
| ---- | ------------------ | ------------- | -------- |
| 1    | Tony Rominger      | CLAS-Cajastur | 6h07'50" |
| 2    | Claudio Chiappucci | Carrera       | a 41"    |
| 3    | Davide Cassani     | Ariostea      | a 2'50"  |
| 4    | Raúl Alcalá        | PDM-Ultima    | a 5'15"  |
| 5    | Rolf Sørensen      | Ariostea      | a 6'53"  |
| 6    | Beat Zberg         | Helvetia      | a 7'22"  |
| 7    | Udo Bölts          | Telekom       | s.t.     |
| 8    | Bo Hamburger       | TVM-Sanyo     | a 7'32"  |
| 9    | Davide Rebellin    | GB-MG Magl.   | a 7'44"  |
| 10   | Stephen Hodge      | ONCE          | s.t.     |